# Plaques de matrícula de Kosovo

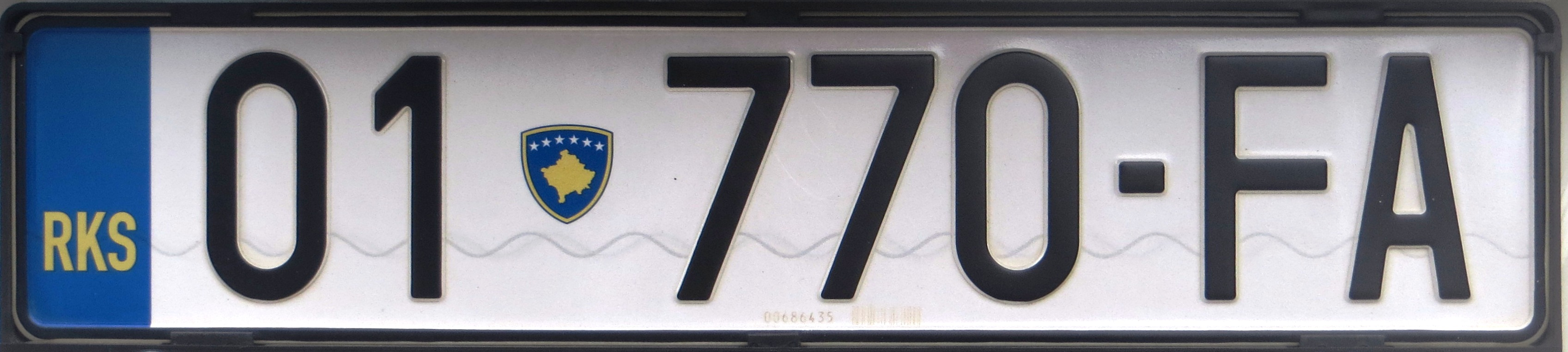
Model de matrícula actual.

Les plaques de matrícula dels vehicles de Kosovo són emeses pel Ministeri de l'Interior i des de l'1 de juny de 2012. Tots els vehicles estan obligats a portar el nou model de matrícula. Aquestes es componen des del desembre de 2010 d'un sistema alfanumèric de cinc caràcters de color negre, tres xifres i dues lletres en alfabet llatí, més dues xifres al principi que indiquen el codi identificatiu del districte separades per l'escut de la república (per exemple, 01 123-AB), tot sobre fons reflectant blanc. Segueix el mateix format que les plaques de matrícula de la UE (amb dimensions de 520 mm × 110 mm), afegint una franja blava a l'esquerra on només hi trobem el codi internacional del país, RKS en blanc.
La numeració comença a partir del 101 per als vehicles civils, ja que les combinacions del 001 en endavant estan reservades per la policia.

## Conflicte de les matrícules
Sèrbia i Kosovo, amb la mediació de la Comissió Europea, sembla que han arribat a un acord en l'anomenat conflicte de les matrícules pel qual el govern de Sèrbia es compromet a deixar d'emetre matrícules amb denominacions de ciutats de Kosovo i el govern de Kosovo deixarà de fer accions relacionades amb la rematriculació dels vehicles de la població serbokosovar que circuli amb matrícula de Sèrbia. En virtud d'aquest acord, a partir del 21 de novembre de 2022 i per dos mesos, la possessió de matrícules sèrbies a Kosovo seria penada amb multes, i entre el 21 de gener i el 21 d'abril de 2023 es permetria l'ús de plaques temporals, de manera que l'ús obligatori de matrícules oficials de Kosovo per als serbokosovars s'endarrerirà fins al 22 d'abril de 2023.

## Codificació

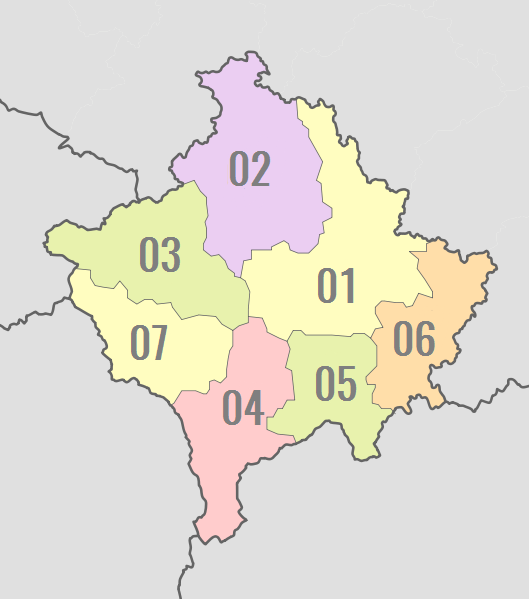
Mapa amb els codis de districte.

La codificació dels districtes de Kosovo són els següents:
| Codi | Nom del districte |
| ---- | ----------------- |
| 01   | Pristina          |
| 02   | Mitrovica         |
| 03   | Peja              |
| 04   | Prizren           |
| 05   | Ferizaj           |
| 06   | Gjilan            |

## Història

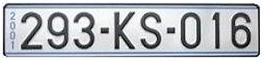
Format de matrícula de 2001.

Del 1999 al 2010 la UNMIK (Missió d'Administració Provisional de les Nacions Unides a Kosovo en les seves sigles en anglès) va emetre unes plaques de matrícula que es componien d'una combinació alfanumèrica de 3 xifres, les lletres KS (per Kosovo) i 3 xifres més. Porta dues franges estretes de color blau cel (color de l'ONU) per sobre i per sota dels caràcters. Al novembre de 2011 se'n tornaren a fabricar per al vehicles que havien de travessar la frontera cap a Sèrbia.